# Łodygowo (jezioro)
Łodygowo (znane także jako staw Łodygowo) – przepływowe jezioro o powierzchni 137 ha, położone na Pojezierzu Łasińskim. Na jego terenie znajdują się trzy wyspy. Większa część znajduje się na terenie województwa warmińsko-mazurskiego (powiat iławski, gmina Kisielice), zaś północny skrawek znajduje się w województwie pomorskim (powiat kwidzyński, gmina Gardeja). Wzdłuż wschodniego brzegu przepływa rzeka Gardęga, która wpływa do jeziora w jego północnej części. Nieopodal południowego brzegu znajduje się wieś Łodygowo. Obecnie akwen stanowi zamknięty staw hodowlany, należący do prywatnego gospodarstwa rybackiego, które zajmuje się hodowlą karpia. 
W okolicach jeziora znajduje się uruchomiona w 2007 roku farma wiatrowa, składająca się z 27 elektrowni wiatrowych o łącznej mocy 40,5 MW (moc pojedynczej turbiny wynosi 1,5 MW). W jej skład wchodzą trzy zespoły, które są zlokalizowane w bezpośrednim sąsiedztwie miejscowości Łodygowo i Galinowo. 

## Odkrycia archeologiczne na terenie jeziora Łodygowo
W lipcu 2013 r. archeolodzy podwodni pod kierunkiem dr. hab. Andrzeja Pydyna z Zakładu Archeologii Podwodnej Instytutu Archeologii Uniwersytetu Mikołaja Kopernika w Toruniu zlokalizowali dwie średniowieczne przeprawy mostowe prowadzące na tzw. wyspę Kurhanów na jeziorze Łodygowo. Badacze uważają, że mimo swoich niewielkich rozmiarów wyspa musiała być ważnym ośrodkiem władzy lub kultu, gdyż łączyły ją z brzegiem dwie przeprawy mostowe o długości prawie 200 m każda. Mosty te zaplanowane były tak, aby ich przyczółki znajdowały się w rejonie bramy prowadzącej do grodu.